# Sándor Takács
Sándor Takács est un joueur d'échecs hongrois né Károly Sydlauer à Miskolc le 10 février 1893 et mort le 22 avril 1932 à Budapest. Il fut premier aux tournois de Budapest 1925 (devant Lajos Steiner), Vienne 1928 (mémorial Trebitsch, ex æquo avec Ernst Grünfeld), Hastings 1928-1929 (ex æquo avec Colle et Marshall). En 1929-1930, il finit 4e-7e du tournoi de Hastings remporté par José Raúl Capablanca puis 2e-3e du tournoi quadrangulaire de Rotterdam.
Lors de l'olympiade d'échecs de 1930 à Hambourg, marqua 8,5 points sur 14 et remporta la médaille d'argent par équipe avec la Hongrie.